# Casa de los Botines
La Casa de los Botines, o casa Fernández y Andrés és un edifici d'estil modernista, situat a la ciutat de Lleó, capital de la província homònima. Originalment magatzem comercial i residència particular, va ser projectat i construït per l'arquitecte català Antoni Gaudí entre 1891 i 1894. És una de les seves tres obres fora de Catalunya, amb el Palau Episcopal d'Astorga i El Capricho de Comillas, a Cantàbria.
Situat al costat del palau dels Guzmanes, seu de la Diputació de Lleó i al costat de la plaça de Santo Domingo, lloc de trobada entre el nucli antic i l'eixample, va ser restaurat en 1951, declarat Monument Històric en 1969, aquest edifici va ser la seu de la Caixa d'estalvis Caixa Espanya, entitat que el va rehabilitar en 1996, activitat que li va valer el premi Europa Nostra.
Després de la fusió de Caixa Espanya i Caja Duero es va crear el 2016 la Fundació España-Duero, i la casa Botines va ser reconvertida en museu, el Museu Gaudí Casa Botines, inaugurat el dia de Sant Jordi (23 d'abril) del 2017. El nou museu permet una visita a l'edifici gaudinià obert al públic per primera vegada, i a les seves sales s'exposen diversos objectes i obres d'art de la Fundació, entre ells pintures de Casas, Sorolla, Madrazo, Tàpies, etc.
En 2018 la Fundació España-Duero va canviar el seu nom per Fundació Obra Social de Castella i Lleó (Fundos).
El terme casa Botines deriva del cognom del fundador de la societat, Joan Homs i Botines, empresari i comerciant català assentat a la capital lleonesa, que dirigien Mariano Andrés Luna i Simón Fernández Fernández, responsables de l'encàrrec de la casa a Antoni Gaudí.

## Antecedents

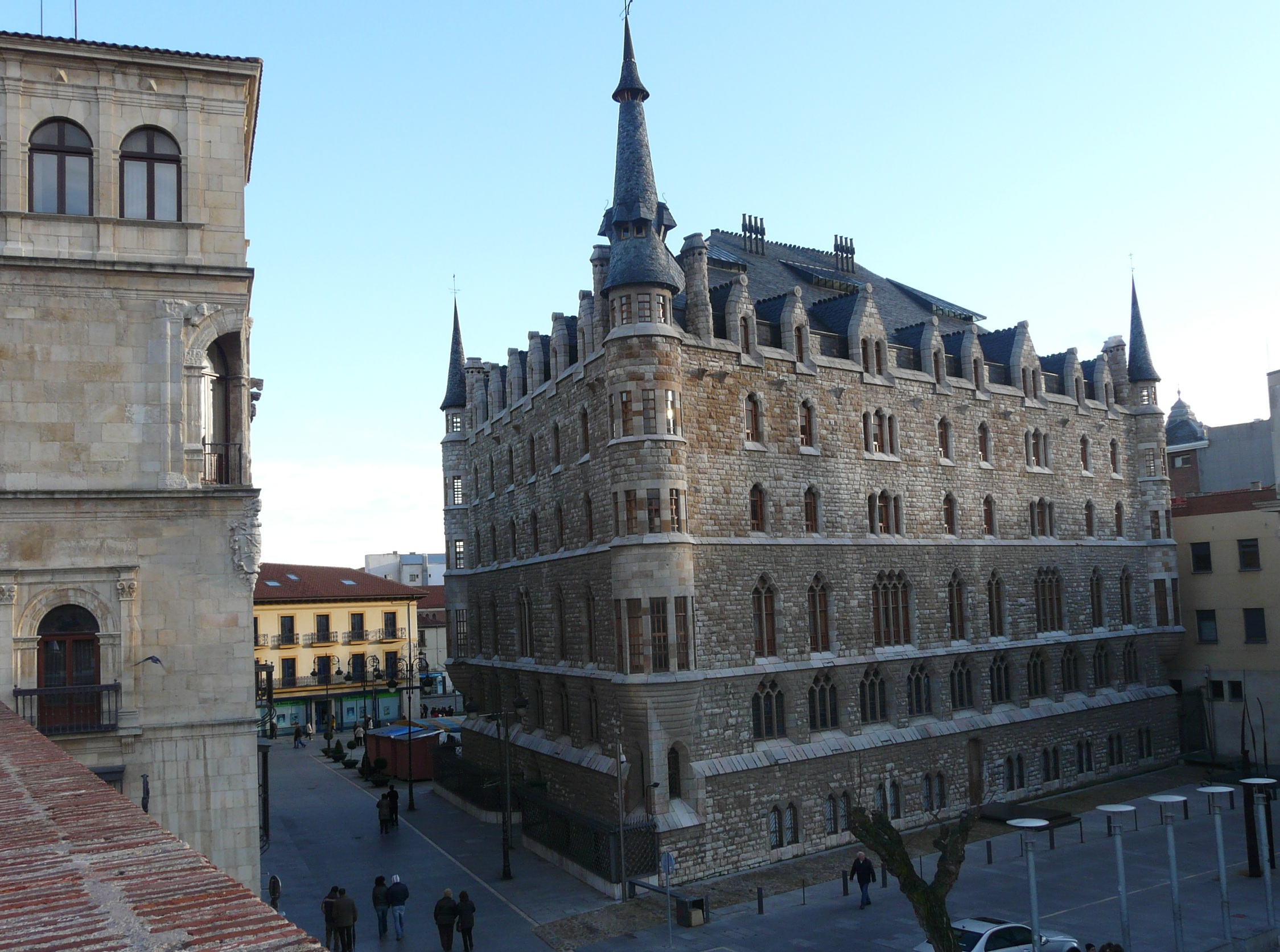
Part posterior de la Casa Botines, vista des de les muralles

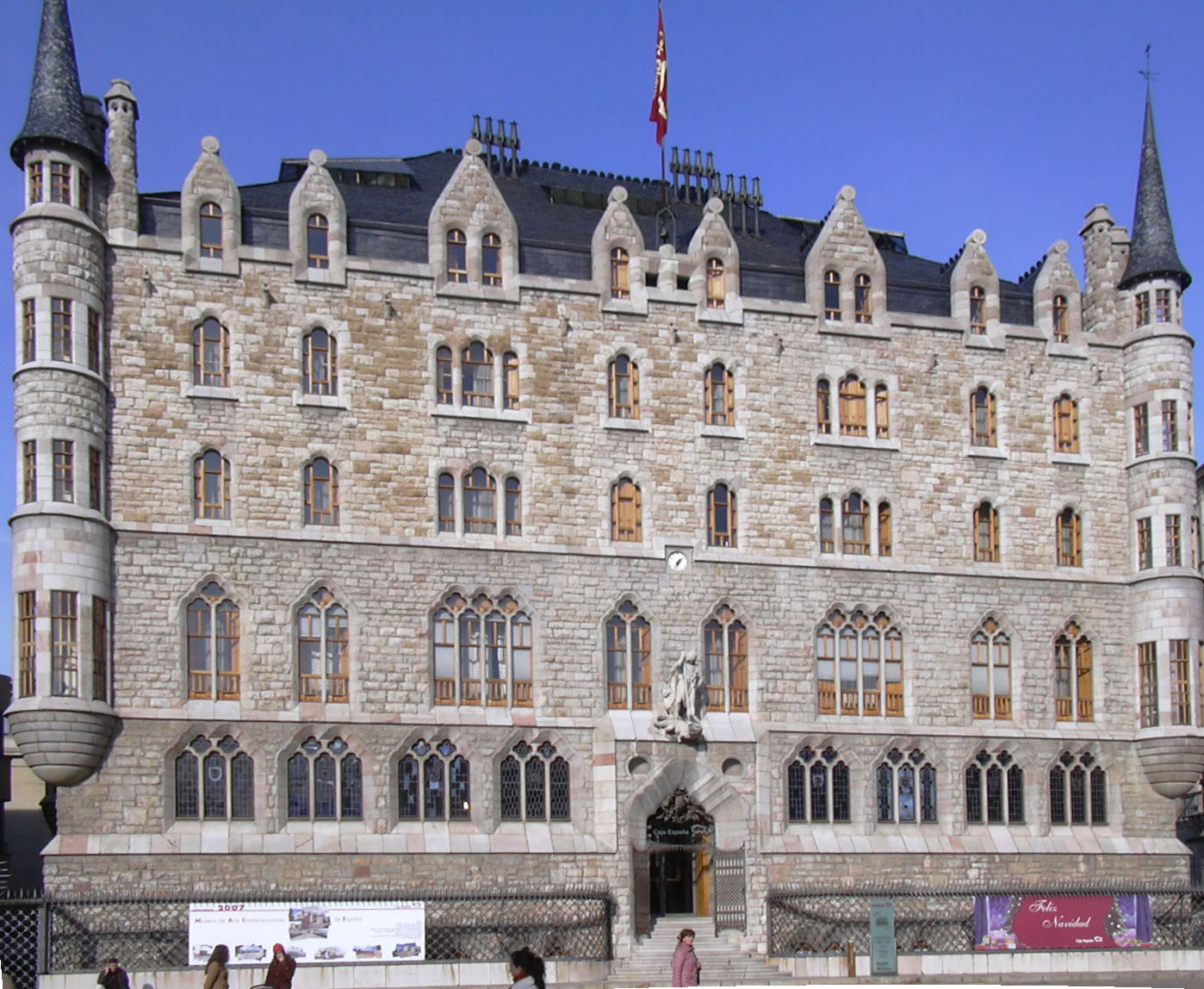
Vista frontal de l'edifici

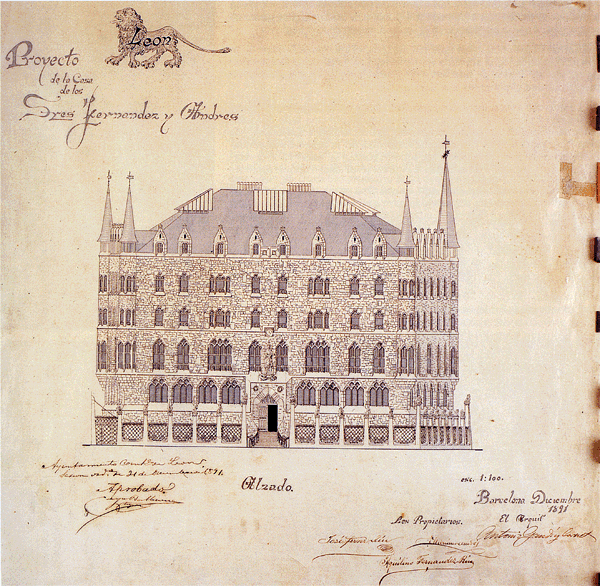
Alçat d'Antoni Gaudí de l'edifici

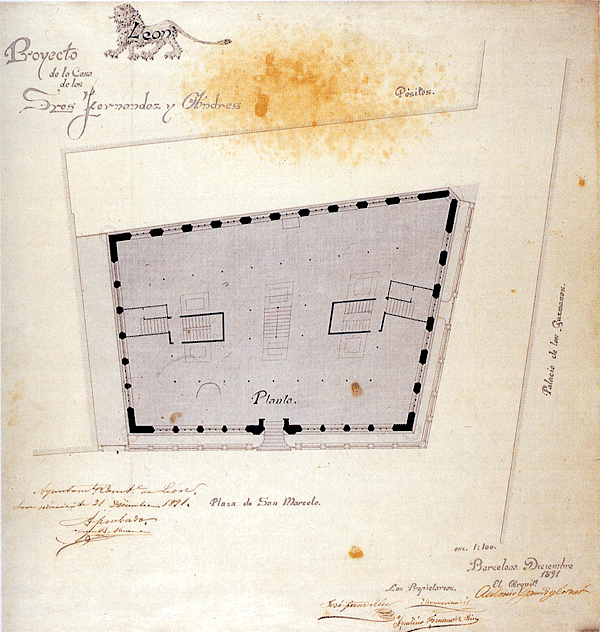
Plànol d'Antoni Gaudí de l'edifici

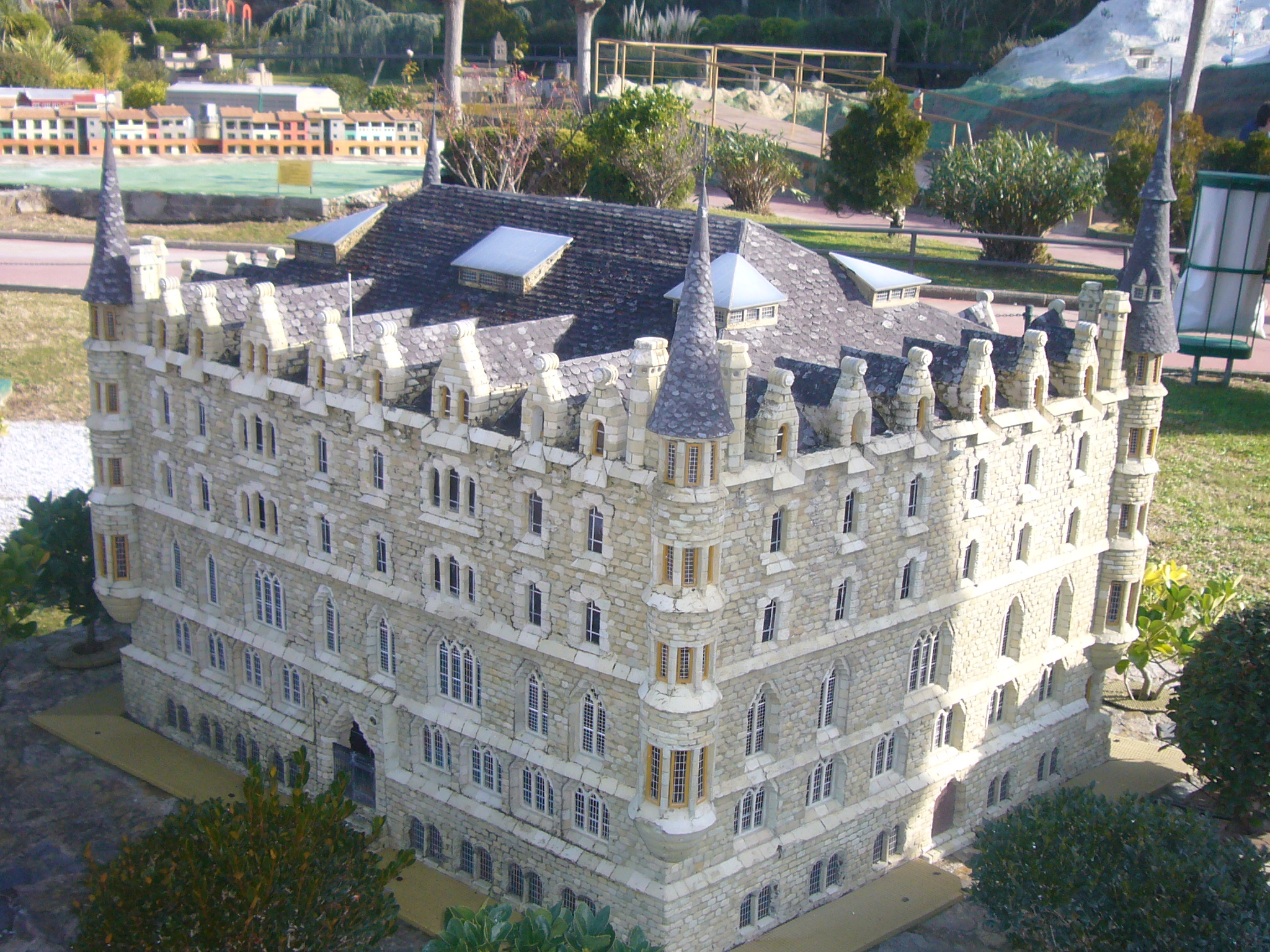
Maqueta de l'edifici, a Catalunya en Miniatura

A la ciutat de Lleó s'assentaria en el segon terç del segle xix una prenderia regentada pel comerciant català Joan Homs i Botines. Amb el temps, aquest comerciant passaria a formar societat amb un dels seus empleats, Simón Fernández Fernández, més tard casat amb una germana seva, i al morir aquesta, amb una neboda. Fernández s'establiria amb el mateix negoci de préstecs a la plaça de Don Gutierre, llavors placeta de Boteros, i acabaria associant-se amb un altre antic empleat de Botines, Mariano Andrés Luna, convertint la primitiva signatura Homs i Fernández a Fernández i Andrés, amb domicili a la plaça major.
La seva tasca financera com a casa de banca, es conjugaria en una amalgama mercantil, amb la de magatzem de teixits. Les seves activitats comercials els relacionaven amb els fabricants catalans Güell, Parellada i Cia, sent Eusebi Güell i Bacigalupi qui va recomanar l'arquitecte Antoni Gaudí per dur a terme la construcció d'una nova casa per al negoci a la plaça de Sant Marcelo. L'immoble prendrà el nom de Botines pel cognom del promotor original de la societat, coneixent-s'hi també com casa Fernández i Andrés. En aquells temps, la ciutat tenia prop de 13.500 habitants, el que dona idea de la magnitud de l'edificació davant el caseriu de l'època. En aquest moment Gaudí treballava a Astorga, encara que ja gairebé en situació crítica, en l'obra del palau episcopal (1889 - 1893) comptant amb 39 anys quan projecta l'edifici.

## Construcció
La parcel·la sobre la qual se situaria l'edifici, de 2.390,5 metres quadrats és comprada per Fernández i Andrés al Duc d'Uceda i les seves dues germanes a qui la Diputació ja havia adquirit el contigu palau dels Guzmanes el 1882. Originalment el projecte va ser objecte d'aferrissat litigi, promogut per l'ajuntament, inicialment a instàncies del veí de ponent, Eleuterio González del Palacio, que no veia amb bons ulls la implantació aprovada, per ser atemptat contra l'ornament públic i deixar sense lluïment la façana del palau. Aquest plet aniria lligat a la cessió del terreny i al domini de la part del solar a la plaça de San Marcelo.
L'arquitecte va enviar els plànols al desembre de 1891, dedicant-se l'hivern a la preparació de l'obra. Amb l'arribada del bon temps, Antoni Gaudí amb el seu equip de mestres i oficials es va traslladar a la capital lleonesa, on no hi havia obrers especialitzats, però sí picapedrers que treballaven en la restauració de la catedral. La construcció va estar envoltada d'intrigues i mals auguris, que Gaudí va concloure demanant per escrit i signats tots els informes tècnics contraris, per, deia, un cop acabada la casa exposar en un lloc visible del vestíbul.
| « | "Que m'enviïn aquests informes tècnics per escrit i jo els posaré en uns marcs del vestíbul de la casa quan aquesta estigui acabada". | » |

En qualsevol cas, Gaudí no disposava de molt temps per enfrontar-se a les discrepàncies suscitades, per tenir-lo absorbit a Barcelona l'estudi de la nova estructura que pensava donar a la Sagrada Família i al Col·legi de les Teresianes. Aquestes atencions van obligar a espaiar les seves visites a l'obra, que suplia eficaçment amb les més freqüents del seu encarregat Claudi Alsina i Bonafont, portador de les seves instruccions. La construcció es conclou després de deu mesos al novembre de 1894, fet notable pel grau d'elaboració artesanal que presenta en la majoria dels seus elements i que va sorprendre els lleonesos de l'època.

## Ús de l'edifici
Un cop finalitzat l'edifici en 1894, el seu propietari va ser Mariano Andrés Lluna, després de comprar-li la part del negoci del seu soci als seus descendents, ja que Simón Fernández Fernández va morir abans que s'acabés l'edifici. L'edifici es va mantenir així fins a 1931, any en què és adquirit per la caixa d'estalvis i mont pietat de Lleó, qui va restaurar l'edifici. Aquesta restauració trencava amb el disseny original, ja que eliminava set dels 28 pilars del soterrani.
L'edifici va ser propietat de Caixa Lleó fins que aquesta va absorbir a 1990 a altres quatre caixes d'estalvis, convertint-se a partir d'aquest moment a Caja España, entitat que finalment i sis anys després emprendria novament obres de restauració a l'edifici per tornar al seu estat original. Després d'aquestes obres, que li van valer el premi Europa Nostra el 1998, l'edifici Botines va esdevenir la seu de la caixa d'estalvis.

## Descripció

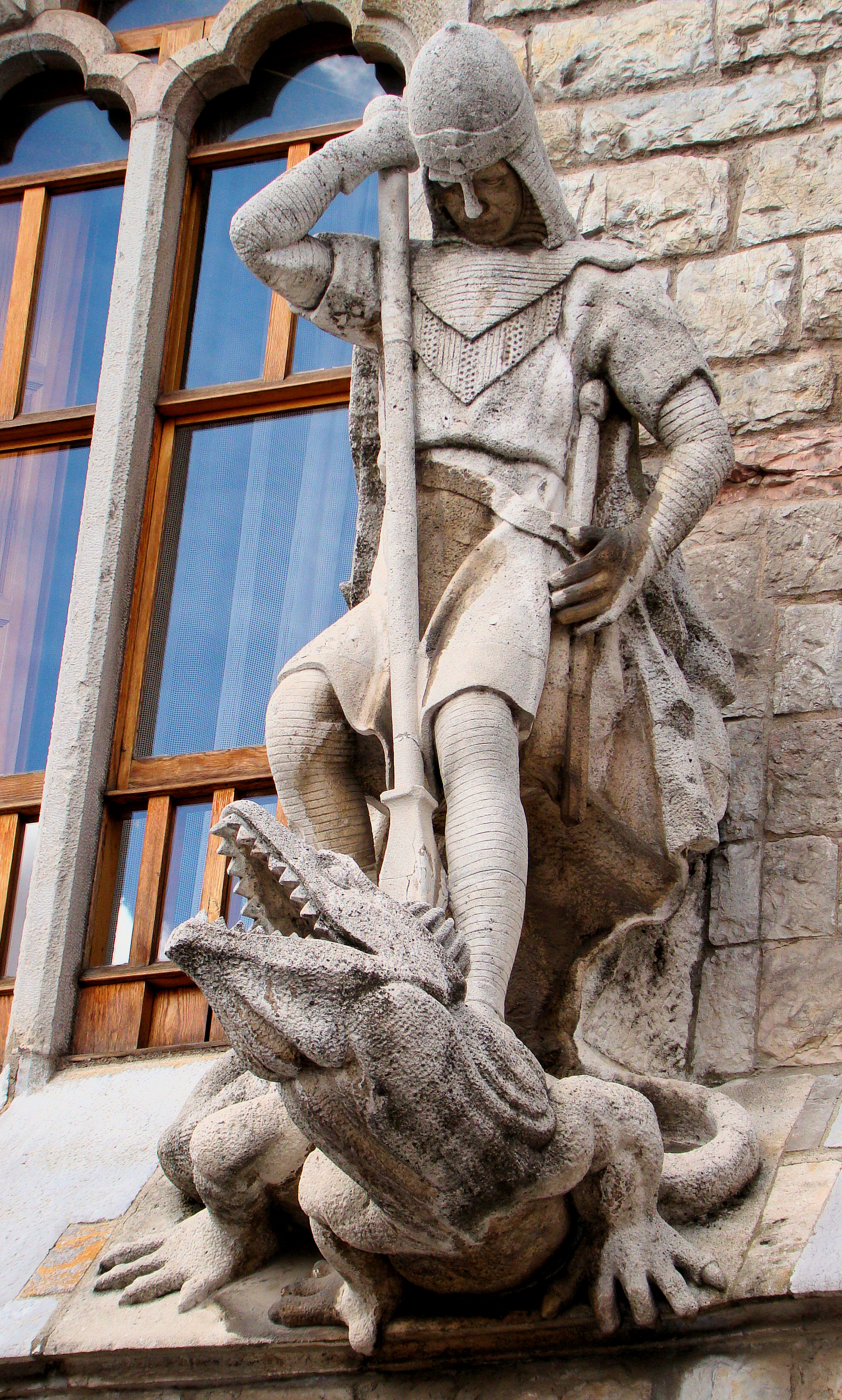
Sant Jordi i el drac, a la façana, obra de Llorenç Matamala.

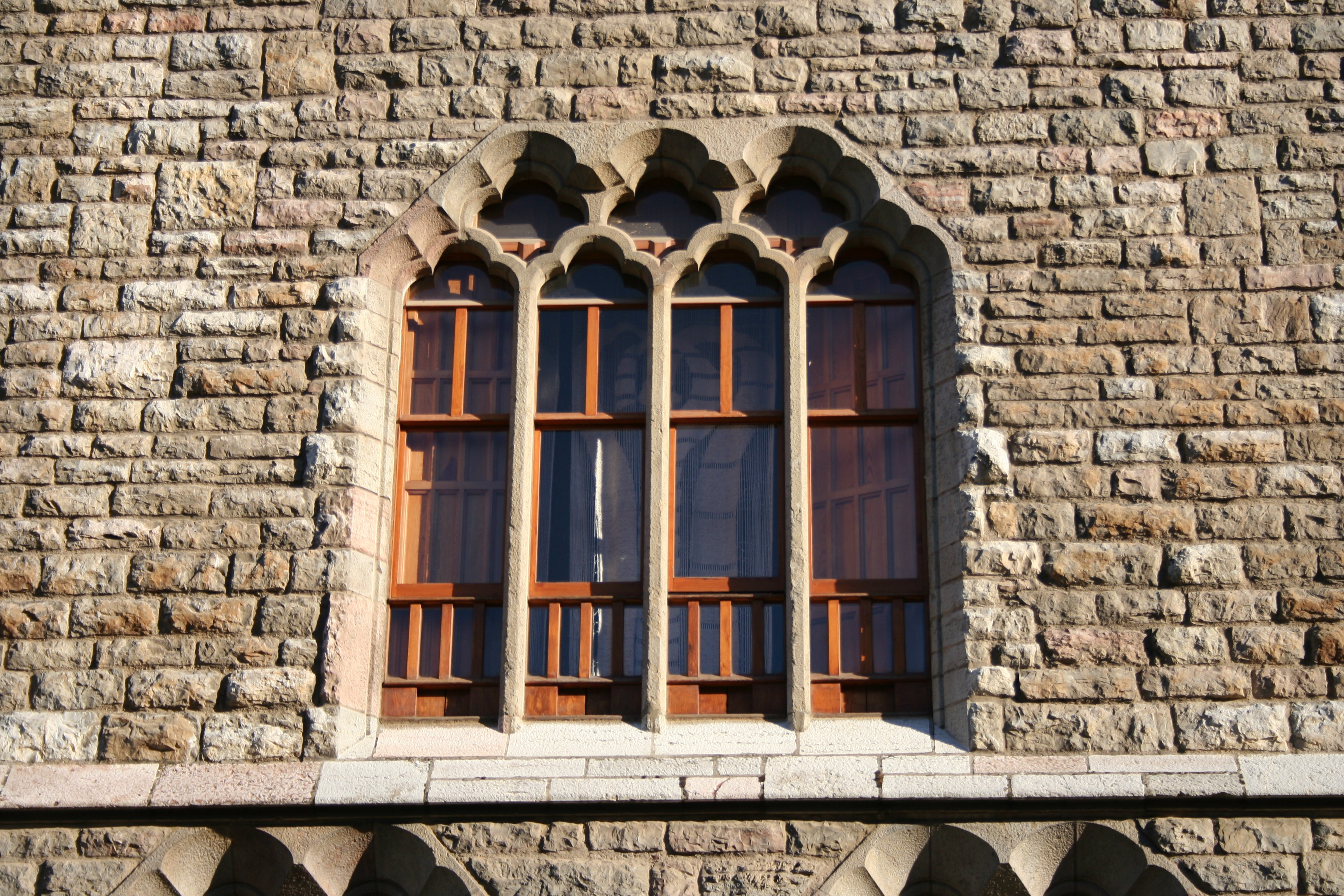
Finestra de l'edifici.

El projecte de Gaudí va ser un edifici d'estil neogòtic, resolt amb el seu inconfusible estil  modernista. L'edifici va servir per albergar en les seves plantes baixes els despatxos i magatzems del negoci de teixits, i disposava al mateix temps d'habitatges en les plantes superiors: a la principal els dos pisos dels propietaris, i en les restants pisos de lloguer; finalment, se situen les golfes, amb coberta a quatre vessants.

### Exterior
La construcció es va realitzar amb murs de sòlida pedra picada calcària, disposada en forma d'encoixinat. L'edifici està flanquejat per quatre torres cilíndriques rematades amb elevades agulles de forma cònica, fetes de pissarra, i envoltat d'un fossat amb reixa de forja. Les finestres són de guillotina, amb volades inclinades per retenir la neu, molt freqüent a l'hivern lleonès.
Gaudí va realitzar el fossat en unes rases corregudes farcides de maçoneria formigonada, com era costum en Catalunya, pel que va rebre la crítica de diversos enginyers que al·legaven que aquest sistema no era vàlid per a aquest terreny, de manera que la fonamentació corria greu perill.
La façana és d'estil gòtic, amb arcs lobulats, i té un rellotge i una escultura de Sant Jordi i el drac, obra de Llorenç Matamala. L'any 1950, durant unes obres en què es pretenia substituir l'estàtua de Sant Jordi per una de la Verge del Camí, patrona del Regne de Lleó, es va trobar darrere de l'estàtua un tub de plom que contenia una sèrie de documents relatius a l'obra, com els plànols de l'edifici signats per Gaudí, el contracte de propietat del solar, l'acta de conclusió de les obres i uns diaris locals.

### Interior
L'interior de l'edifici presenta un original plantejament tècnic, que no obeeix a cap esquema o patró i és que en aquest edifici, Antoni Gaudí assaja innovadores tècniques que assajarà posteriorment. D'aquesta manera, a la planta baixa i al semisoterrani, va aplicar per primera vegada la planta lliure, ja que va substituir els tradicionals murs per 28 pilars de fosa de 20 cm de diàmetre que fan d'aquests dos nivells dos grans deambulatoris que li permeten aconseguir la màxima flexibilitat en la distribució de l'espai per a les activitats comercials, una millor il·luminació natural i una constant renovació de l'aire. Tot això li farà aplicar la mateixa fórmula a la casa Milà, encara que aquesta vegada amb pilars de pedra.
Des del punt de vista estructural, Gaudí fa una clara distinció entre murs i pilars. I és que si en els habitatges tradicionals, els sostres es carreguen sobre murs convencionals que descansen sobre jàsseres de ferro i que tant serveixen per suportar l'edifici com per distribuir les plantes, al semisoterrani i a la planta baixa de la casa Botines, que Gaudí entén com a unitat, sosté els forjats mitjançant columnes de ferro colat, una solució que va crear precedent i que és usada avui de forma majoritària en els locals comercials i a les grans superfícies.
Per tot l'anterior, és evident que malgrat conservar esquemes procedents del gòtic civil, Antoni Gaudí abandona qualsevol patró àrab o mudèjar per a l'elaboració de l'edifici, s'inclina doncs, i sobretot en l'estructural, a la més pura racionalitat, cosa que més tard desenvoluparan Le Corbusier i Mies Van der Rohe.